# Championnat de la Barbade féminin de football
Le championnat des Barbade est une compétition de football féminin.

## Palmarès
| Saison    | Champion                           |
| --------- | ---------------------------------- |
| 2006      | Eve Genesis (Brereton)             |
| 2007      | Pro-Shottas (Carlton)              |
| 2008      | Pro-Shottas (Carlton)              |
| 2009      | Pro-Shottas (Carlton)              |
| 2010      | Pro-Shottas (Carlton)              |
| 2011      | championnat annulé                 |
| 2012      | National Sports Council (Blenheim) |
| 2013      | National Sports Council (Blenheim) |
| 2014      | National Sports Council (Blenheim) |
| 2015      | University of the West Indies      |
| 2016      | National Sports Council (Blenheim) |
| 2017      | UWI Blackbirds                     |
| 2018      | UWI Blackbirds                     |
| 2019-2021 | Pas d'informations                 |
| 2022      | UWI Blackbirds                     |
| 2023      | Weymouth Wales                     |